# Neoopisthopterus cubanus
Neoopisthopterus cubanus är en fiskart som beskrevs av Hildebrand, 1948. Neoopisthopterus cubanus ingår i släktet Neoopisthopterus och familjen sillfiskar. Inga underarter finns listade i Catalogue of Life.